# オ・レ・グラッセ
オ・レ・グラッセ（フランス語: au lait glace）は、コーヒーとミルクが二層になったドリンクである。
フランス語で「艶を出す牛乳」という意味をもつ。
主に喫茶店で提供されている。

## 作り方
コーヒーとミルクがくっきり分かれた美しい二層構造は、砂糖の入っていないコーヒーと砂糖の混ざったミルクとの“比重の差”によって作られている（甘味の混ざったミルクのほうが比重が重くなるので沈む）。